# Melanotaenia splendida
A Melanotaenia splendida a sugarasúszójú halak (Actinopterygii) osztályának kalászhalalakúak (Atheriniformes) rendjébe, ezen belül a Melanotaeniidae családjába tartozó faj.

## Rendszertani eltérés
Egyes rendszertani besorolások szerint, ennek a halfajnak három alfaja van; azonban az újabb kutatások nem utalnak erre.

## Előfordulása
A Melanotaenia splendida előfordulási területe Ausztrália.

## Megjelenése
Ennek a halnak az átlagos hossza 11 centiméter, de akár 20 centiméteresre is megnőhet. 3-4 centiméteresen már felnőttnek számít. A hátúszóján 6-8 tüske és 10-12 sugár van, míg a farok alatti úszóján 1 tüske és 18-20 sugár látható.

## Életmódja
Trópusi és édesvízi halfaj, amely a 20-30 Celsius-fokos vízhőmérsékletet és a 6-8 pH értékű vizet kedveli. Egyaránt megél a patakokban és tavakban; gyakran nagy rajokat alkot a vízfelszín közelében.
Legfeljebb 3 évig él.

## Szaporodása
A nőstény a partok mentén növő vízinövények száraira, valamint egyéb vízalatti tárgyakra ragasztja ikráit.

## Felhasználása
Főleg városi akváriumokban látható.